# 2MASS J08251968+2115521
2MASS J08251968+2115521 ist ein L-Zwerg der Spektralklasse L7,5 im Sternbild Krebs. Seine Position verschiebt sich aufgrund seiner Eigenbewegung jährlich um 0,750 Bogensekunden. Zudem weist er eine Parallaxe von 0,094 Bogensekunden auf. Das Objekt wurde 2000 von J. Davy Kirkpatrick et al. entdeckt.